# Bohuslav Kouba (fotbalista)
Bohuslav Kouba (* 6. září 1945) je bývalý český fotbalista, obránce.

## Fotbalová kariéra
V československé lize hrál v sezóně 1969/1970 za SONP Kladno. Nastoupil ve 30 ligových utkáních a dal 1 gól.

## Ligová bilance
| Ročník                                     | Zápasy | Góly | Minuty | Klub        |
| ------------------------------------------ | ------ | ---- | ------ | ----------- |
| 1. československá fotbalová liga 1969/1970 | 30     | 1    | 2 626  | SONP Kladno |
| 2. československá fotbalová liga 1970/1971 | -      | -    | -      | SONP Kladno |
| 2. československá fotbalová liga 1971/1972 | -      | -    | -      | SONP Kladno |
| 2. československá fotbalová liga 1972/1973 | -      | -    | -      | SONP Kladno |
| 2. československá fotbalová liga 1973/1974 | -      | -    | -      | SONP Kladno |
| 2. československá fotbalová liga 1974/1975 | -      | -    | -      | SONP Kladno |
| CELKEM 1. liga                             | 30     | 1    | 2 626  |             |